# CSS General Bragg
CSS General Bragg – amerykański okręt rzeczny – taranowiec bocznokołowy z okresu wojny secesyjnej, przebudowany ze statku „Mexico”, używany przez armię Konfederacji, a następnie przez armię Unii (jako USS „General Bragg”) podczas kampanii na Missisipi.

## Budowa
Późniejszy „General Bragg” został zbudowany w Nowym Jorku w 1851 jako statek pasażerski „Mexico”, należący do Southern Steamship Co. Był to drewniany bocznokołowy parowiec, z pomocniczym ożaglowaniem brygu, operujący głównie na Zatoce Meksykańskiej. Napęd stanowiła maszyna parowa typu walking beam.
Po wybuchu wojny domowej w USA, został 15 stycznia 1862 wcielony w Nowym Orleanie do służby Konfederacji pod nazwą CSS „General Bragg”. Został wybrany do służby we Flotylli Obrony Rzeki przez jej dowódcę komandora por. J. Montgomerry’ego i 25 stycznia 1862 rozpoczęto jego przebudowę na okręt – taranowiec. Otrzymał imię na cześć generała Braxtona Bragga.
Przebudowa polegała przede wszystkim na wzmocnieniu jego dziobu przez pokrycie osłoną z drewna dębowego grubości 10 cm (4") i żelaznych płyt grubości 25 mm (1"). Wzmocniono osłonę kadłuba przez bele sprasowanej bawełny umieszczone pomiędzy dodatkowymi drewnianymi przegrodami, co dawało ochronę głównie przed ostrzałem broni strzeleckiej, stąd „General Bragg” był zaliczany do okrętów typu cottonclad. Zamontowano też na nim uzbrojenie w postaci działa gwintowanego 30-funtowego Parrot (114 mm), gładkolufowego działa 32-funtowego (163 mm) i działa gwintowanego 12-funtowego Jamesa (93 mm).

## Służba w Armii Konfederacji
Okręt wszedł w skład odtworzonej Flotylli Obrony Rzeki (River Defense Fleet), podporządkowanej Armii Konfederacji i biorącej udział w walkach na Missisipi. Był największą jednostką flotylli, a brygadier generał M. Jeff Thompson określił go jako "najlepszą i najszybszą" z jednostek flotylli Montgomerry’ego.
25 marca 1862 zakończono przebudowę i wysłano okręt z Nowego Orleanu pod Fort Pillow w stanie Tennessee. Dowodził nim komandor ppor. (Capt.) W. H. H. Leonard.
10 maja „General Bragg” wziął udział w zwycięskiej bitwie pod Fort Pillow (Point Plum Bend) z kanonierkami pancernymi Unii. Jako pierwszy zaatakował i uszkodził taranując kanonierkę pancerną USS „Cincinnati”. Ostrzelany następnie przez nią, na skutek przerwania przewodu sterowego utracił sterowność i zdryfował w dół rzeki (będąc w posiadaniu konfederatów).
6 czerwca 1862 wziął udział w bitwie pod Memphis z pancernymi kanonierkami i nowymi taranowcami Unii, przegranej przez konfederatów. Podczas niej wszedł na mieliznę, gdzie został zdobyty przez siły Unii.

## Służba w siłach Unii
Po remoncie w Cairo taranowiec został wcielony do służby w Armii Unii, pod niezmienioną nazwą. Pierwszym dowódcą był Lt. Joshua Bishop. Od lipca 1862 służył w kampanii na rzece, głównie patrolując pomiędzy miastem Helena w stanie Arkansas do ujścia rzeki Yazoo. Po zdobyciu Vicksburga w lipcu 1863 nadal pozostawał w tym rejonie.
Od 13 grudnia 1863 „General Bragg” patrolował u ujścia Red River, zwłaszcza w związku z ekspedycją Unii na tę rzekę w marcu-kwietniu 1864. 15 czerwca 1864 wdał się w pojedynek z baterią artylerii konfederatów koło Tunica Bend nad Missisipi w Luizjanie, wraz z kanonierką „Naiad” typu tinclad. Po wsparciu przez monitor USS „Winnebago” udało się odeprzeć konfederatów, ale „General Bragg” został uszkodzony i unieruchomiony. W późniejszym okresie patrolował Mississippi od ujścia Red River do Natchez, sporadycznie dalej na południe (aż do Nowego Orleanu). W związku z zakończeniem wojny, został wycofany ze służby 24 lipca 1865 w Cairo. Po sprzedaży 1 września 1865 w ręce cywilne, powrócił do nazwy „Mexico”.